# Sphragifera maculata
Sphragifera maculata är en fjärilsart som beskrevs av George Francis Hampson 1894. Sphragifera maculata ingår i släktet Sphragifera och familjen nattflyn. Inga underarter finns listade i Catalogue of Life.